# Goodbye (Glee)
Goodbye is de tweeëntwintigste aflevering en seizoensfinale het derde seizoen van de Amerikaanse televisieserie Glee, die op 12 augustus 2012 in Nederland voor het eerst door RTL 5 werd uitgezonden. De aflevering werd geschreven en geregisseerd door Brad Falchuk.

## Verhaallijn
Will geeft de leerlingen een laatste opdracht: elkaar vaarwel zeggen door middel van een lied. Will start zelf met het zingen van "Forever Young". De laatstejaars van het McKinley High studeren af en we zullen hun toekomstplannen ontdekken. Mercedes heeft een contract als achtergrondzangeres aangeboden gekregen, Mike gaat naar een dansacademy in Chicago en Brittany verteld dat ze niet zal slagen dit jaar. Quinn helpt Puck met zijn toets en ze zoenen. Na de examenceremonie openen Kurt, Finn en Rachel de brief of ze toegelaten zijn voor hun volgende opleiding. Van de drie is alleen Rachel toegelaten, ze beslist dus om een jaar te wachten met de opleiding en Finn en Kurt te helpen. Finn en Rachel vertrekken met de auto om naar hun bruiloft te gaan maar in plaats daarvan rijdt Finn naar het treinstation om Rachel op de trein naar New York te zetten. Ook onthult Finn dat hij volgend jaar het leger in wil gaan. Op het perron staan alle leden van de New Directions om elkaar tot ziens te zeggen.

## Muziek
| Titel                               | Versie Gecoverd   | Uitgevoerd door                                                             |
| ----------------------------------- | ----------------- | --------------------------------------------------------------------------- |
| "Sit Down, You're Rockin' the Boat" | Guys and Dolls    | Kurt Hummel, Artie Abrams, Rachel Berry, Mercedes Jones en Tina Cohen-Chang |
| "Forever Young"                     | Rod Stewart       | Will Schuester                                                              |
| "Single Ladies (Put a Ring on It)"  | Beyoncé           | Burt Hummel, Brittany Pierce, Tina Cohen-Chang                              |
| "I'll Remember"                     | Madonna           | Kurt Hummel                                                                 |
| "You Get What You Give"             | New Radicals      | Afgestudeerden van New Directions                                           |
| "In My Life"                        | The Beatles       | De achterblijvers van New Direction                                         |
| "Glory Days"                        | Bruce Springsteen | Noah Puckerman en Finn Hudson                                               |
| "Roots Before Branches"             | Room for Two      | Rachel Berry en Finn Hudson                                                 |